# Kabeling 5
Kabeling 5 is een voormalig brugwaterschap in de Nederlandse provincie Groningen.
Het schap was het logisch vervolg van een onderhoudsovereenkomst van de gebruikers van de brug over het Westerdiep. Toen het kanaal zijn scheepvaartfunctie verloor, werd de brug vervangen door een dam, waarna het waterschap in 1967 werd ontbonden.